# Carlos París
Carlos París Amador (Bilbao, 17 de julio de 1925-Madrid, 31 de enero de 2014) fue un filósofo, escritor y columnista español. Procedente en su juventud de la órbita ideológica falangista, experimentó una destacada evolución hacia la izquierda. Fue Catedrático de la Facultad de Filosofía de la Universidad de Valencia entre 1960 y 1968, donde se implicó en la oposición al franquismo, doctor honoris causa en la misma, emérito de Filosofía en la Universidad Autónoma de Madrid y miembro del Comité Central del Partido Comunista de España. Desde 1997 hasta 2014 fue presidente del Ateneo de Madrid, siendo reelegido hasta completar cuatro mandatos en activo.

## Biografía
Nacido en Bilbao y con tres hermanas, su padre fue empleado del Banco Hispano-Americano y su madre una mujer muy religiosa, por lo que estudió en colegios católicos de La Rioja y Valladolid. A los dieciséis años murió su padre y padeció una crisis existencial y religiosa. Pasó la Guerra Civil en Valladolid y al acabarla, instalado en Madrid, comenzó la carrera de Filosofía y Letras, en la que amistó muy pronto con dos personas desde entonces muy vinculadas a su vida: Miguel Sánchez Mazas, más conocido como Miguel Sánchez Ferlosio, hijo del efímero ministro falangista de Franco Rafael Sánchez-Mazas, y con Francisco Pérez Navarro.
Hizo su tesis doctoral sobre el tema Física y Filosofía —dirigida por el catedrático falangista Juan Francisco Yela Utrilla— y se graduó en Psicología en Madrid. Ganó las oposiciones a profesor adjunto de la Facultad de Filosofía de la Universidad Complutense a los veintidós años, y la cátedra de la Universidad de Santiago a los veinticinco. Nueve años después se trasladó a la Universidad de Valencia; allí participó en las luchas antifranquistas durante los años más duros del enfrentamiento universitario con la dictadura.
En unión con otros filósofos entonces muy jóvenes, como Miguel Sánchez Mazas y José María Valverde, buscó en la ciencia las bases de su pensamiento, creando en esta línea la tertulia conocida como Universidad Libre de Gambrinus y posteriormente la Revista Theoria (1953), que, dirigida por él y por Sánchez Ferlosio, alcanzó gran difusión internacional, así como el Departamento de Filosofía de la Ciencia en el CSIC.
Con la creación de la Universidad Autónoma de Madrid (1968), fundó y dirigió el Departamento de Filosofía hasta su jubilación en 1992, con el breve paréntesis de su enfrentamiento con el ministro franquista Julio Rodríguez Martínez, que le cerró el Departamento de Filosofía en el año 1973 y lo destituyó. Pese a ello, fue elegido presidente de la Sociedad Española de Filosofía y, comenzado el periodo democrático, fue inmediatamente elegido decano de la Facultad de Filosofía y Letras
El Partido Comunista de España (PCE) le presentó como candidato al Congreso y al Senado, donde fue el más votado de su lista, perteneciendo además al Comité Central del PCE hasta que presentó su dimisión en 1982 como responsable de Cultura, porque "Santiago Carrillo no había conseguido arbitrar una operación política de síntesis y armonización capaz de asumir la compleja realidad del partido".  Su labor en el Departamento de Filosofía de la Autónoma contribuyó a la renovación de los estudios y la investigación filosófica en España.
Casado con una mujer que murió a los veintisiete años de manera repentina, Carlos París volvió a casarse con Emilia Bouza, que falleció en 1979 en el incendio del Hotel Corona de Aragón, en Zaragoza. De nuevo se comprometió con la escritora y abogada feminista Lidia Falcón hasta su muerte.
Tras su jubilación en 1992, fue nombrado profesor emérito; ese mismo año tuvo lugar en Madrid un Congreso Internacional dedicado a su obra. Impartió  cursos, conferencias y seminarios en numerosas universidades de Europa, Iberoamérica y Estados Unidos y participó en congresos internacionales y nacionales. Fue presidente de la Asociación Rubén Darío de Amistad Hispano-Nicaragüense y doctor honoris causa por la Universidad de Valencia (1991). En 1993 y como profesor invitado, ofreció en la Universidad Nacional Autónoma de México el curso de carácter curricular Biología y Cultura en la realidad humana. Activo hasta sus últimos días, falleció de una bronconeumonía en Madrid a los ochenta y ocho años de edad, el 31 de enero de 2014.
Fue autor de numerosos libros de creación filosófica y literaria traducidos a varios idiomas, entre los cuales destacan Física y Filosofía, Unamuno. Estructura de su mundo intelectual, Crítica de la Civilización Nuclear, Fantasía y Razón: Odiseo, Don Quijote y Fausto y Memorias sobre medio siglo: de la Contrarreforma a Internet. Su último libro impreso fue Ética radical (2012), del que se vendieron cuatro ediciones en un año. Una recopilación de las últimas conferencias que dictó en el Ateneo, con el título de La época de la mentira, se imprimió en 2014. 
Educado en ideas del falangismo, fue evolucionando hacia la izquierda radical. En un principio se especializó en filosofía de la ciencia y pasó luego a una teoría crítica de la cultura actual dentro del materialismo marxista. Según París, la ciencia debe entenderse en el conjunto de la actividad social humana (Filosofía, ciencia y sociedad, 1972). También indagó las relaciones entre la ciencia y la tecnología y realizó una crítica de la sociedad tecnocrática (Crítica de la civilización nuclear, 1984). Contribuyó a la Antropología con su concepto del hombre como "ser proyectivo".
En el dominio de la creación literaria, destacan su novela Bajo constelaciones burlonas, una sátira de los años cincuenta en España, y el libro de relatos sarcásticos La máquina speculatrix. A la labor divulgativa y pedagógica también dedicó tiempo y sabiduría con los textos Lucha de Clases y un Tratado de Filosofía para enseñanza media.

## Pensamiento

### Filosofía de la ciencia
Junto a los filósofos Miguel Sánchez-Mazas Ferlosio y José María Valverde, y en la pobreza general, tanto material como intelectual de la postguerra española, encontraron en la filosofía de la ciencia un inicio para su pensamiento. Así constituyeron la tertulia denominada Universidad Libre de Gambrinus y un tiempo después fundaron la Revista Theoria, que logró una notable distribución fuera de las fronteras españolas. También formaron el Departamento de Filosofía de la Ciencia en el CSIC. Los primeros escritos publicados por Carlos París son de este período, Física y filosofía, con prólogo de Julio Rey Pastor y Ciencia, conocimiento, ser, libro en que expone su visión del conocimiento científico y sus relaciones con la filosofía. 
Desde la filosofía de la ciencia prolonga su trabajo a la filosofía de la técnica, con la publicación de Mundo técnico y existencia auténtica en que defiende la importancia de la técnica en la realización humana. Estas reflexiones quedan reflejadas en su crítica de la actual civilización, Crítica de la civilización nuclear, obra en la que muestra como el desarrollo del conocimiento tanto científico como tecnológico se convierte en destrucción por las relaciones de poder y dominación. Las bases filosóficas de esta posición constituyen un pensamiento antropológico original, en que Carlos París expone como el concepto de cultura es el fruto final de la evolución biológica.

### Literatura, crítica literaria y memorias
Carlos París también fue escritor de ensayo y ficción. Publicó la novela Bajo constelaciones burlonas, una descripción de la España de la posguerra y de cómo algunos hijos de familias de derechas fueron conducidos a militar en la izquierda. También publicó un libro de relatos La máquina speculatrix. Cuatro sarcasmos sobre el mundo actual, obra en la que ironizó sobre los disparates de nuestra sociedad.  En su ensayo Fantasía y razón. Don Quijote, Odiseo y Fausto ofrece su visión personal de Don Quijote, comparada con las de Odiseo y Fausto. 
En sus memorias -Memorias sobre medio siglo. De la Contrarreforma a Internet-, utilizó su trayectoria personal para ofrecer la evolución de la sociedad española desde la dictadura de Franco hasta la democracia.

## Nombramientos
- 1991 - Doctor honoris causa por la Universidad de Valencia.
- 1997/2001 - Presidente del Ateneo Científico, Literario y Artístico de Madrid
- Presidente de la Sociedad Española de Filosofía
- 2009 - Presidente del Ateneo Científico, Literario y Artístico de Madrid

## Obra
La obra escrita de Carlos París incluye colaboraciones en obras colectivas nacionales e internacionales, como Les grands courants de la pensée mondiale contemporaine, La Enciclopedia Filosofica di Gallarateo la Enciclopedia Filosófica Iberoamericana, prólogos y numerosos trabajos en revistas filosóficas y científicas. También colabora en la prensa diaria con frecuentes artículos sobre temas políticos y de actualidad.
Libros
- 1952 - Física y filosofía, prologado por Rey Pastor
- 1957 - Ciencia, conocimiento, ser (1957)
- 1958 - Mundo técnico y existencia auténtica (reeditado en 1973)
- 1968 - Unamuno-Estructura de su mundo intelectual (reeditado en 1989)
- 1970 - Hombre y naturaleza
- 1972 - Filosofía, ciencia, sociedad
- 1974 - La universidad española actual-Posibilidades y frustraciones
- 1977 - Filosofía (Libro de texto para BUP en colaboración con Carlos Mínguez) (reeditado en 1983)
- 1978 - El rapto de la cultura (reeditado en 1983)
- 1977 - La lucha de clases (reeditado en 1978)
- 1981 - Bajo constelaciones burlonas
- 1983 - La función del pensamiento en nuestra época de crisis
- 1984 - Crítica de la civilización nuclear
- 1985 - Tecnología y violencia (reeditado en 1986, 1991, 1994)
- 1989 - La máquina speculatrix. Cuatro sarcasmos sobre nuestro mundo
- 1992 - Ciencia, tecnología y transformación social
- 1994 - El animal cultural. Biología y cultura en la realidad humana
- 2001 - Fantasía y Razón Moderna. Don Quijote, Odiseo y Fausto
- 2006 - Memorias sobre medio siglo. De la Contrarreforma a Internet
- 2012 - Ética radical. Los abismos de la actual civilización
- 2014 - La época de la mentira

Artículos en prensa periódica
- 1963 - «La información como arma», en el periódico Arriba. Madrid, domingo 21 de abril de 1963, Órgano de F.E.T. y de las J.O.N.S., II época, nº 9.489, página 19.